# Châteauroux Classic de l'Indre-Trophée Fenioux
O Châteauroux Classic de l'Indre-Trophée Fenioux foi uma carreira ciclista profissional que se desenvolvia na região de Indre (França). Actualmente é uma carreira desaparecida.
Ainda que anteriormente (desde 1975) já teve uma carreira de exbição com o mesmo nome esta foi oficialmente criada em 2004 inscrita como prova da Copa da França de Ciclismo com o nome de simplesmente Châteauroux Classic de l'Indre catalogada para a UCI com categoria 1.3. Desde a criação dos Circuitos Continentais da UCI em 2005 fazia parte do UCI Europe Tour, dentro da categoria 1.1, com o nome actual.
A carreira percorria um circuito por Châteauroux com um percurso total de 200 km aproximadamente.

## Palmarés
| Ano  | Ganhador            | Segundo            | Terceiro           |
| ---- | ------------------- | ------------------ | ------------------ |
| 2004 | Alexandre Kuchynski | José Luis Rubiera  | Cédric Hervé       |
| 2005 | Jimmy Casper        | Danilo Napolitano  | Jean-Patrick Nazon |
| 2006 | Nicolas Vogondy     | Stefano Cavallari  | Shinichi Fukushima |
| 2007 | Christopher Sutton  | Aurélien Clerc     | Stefan van Dijk    |
| 2008 | Anthony Ravard      | Steve Chainel      | Romain Feillu      |
| 2009 | Jimmy Casper        | Romain Feillu      | Anthony Ravard     |
| 2010 | Anthony Ravard      | Romain Feillu      | Enrico Rossi       |
| 2011 | Anthony Ravard      | Yauheni Hutarovich | Jasper Bovenhuis   |
| 2012 | Rafael Andriato     | Yauheni Hutarovich | Yohann Gène        |
| 2013 | Bryan Coquard       | Mattia Gavazzi     | Francesco Chicchi  |
| 2014 | Iljo Keisse         | Romain Feillu      | Roy Jans           |

## Palmarés por países
| País         | Vitórias |
| ------------ | -------- |
| França       | 7        |
| Bielorrússia | 1        |
| Austrália    | 1        |
| Brasil       | 1        |
| Bélgica      | 1        |